# Montmelon
Montmelon (toponimo francese) è una frazione di 101 abitanti del comune svizzero di Clos du Doubs, nel Canton Giura (distretto di Porrentruy).

## Storia

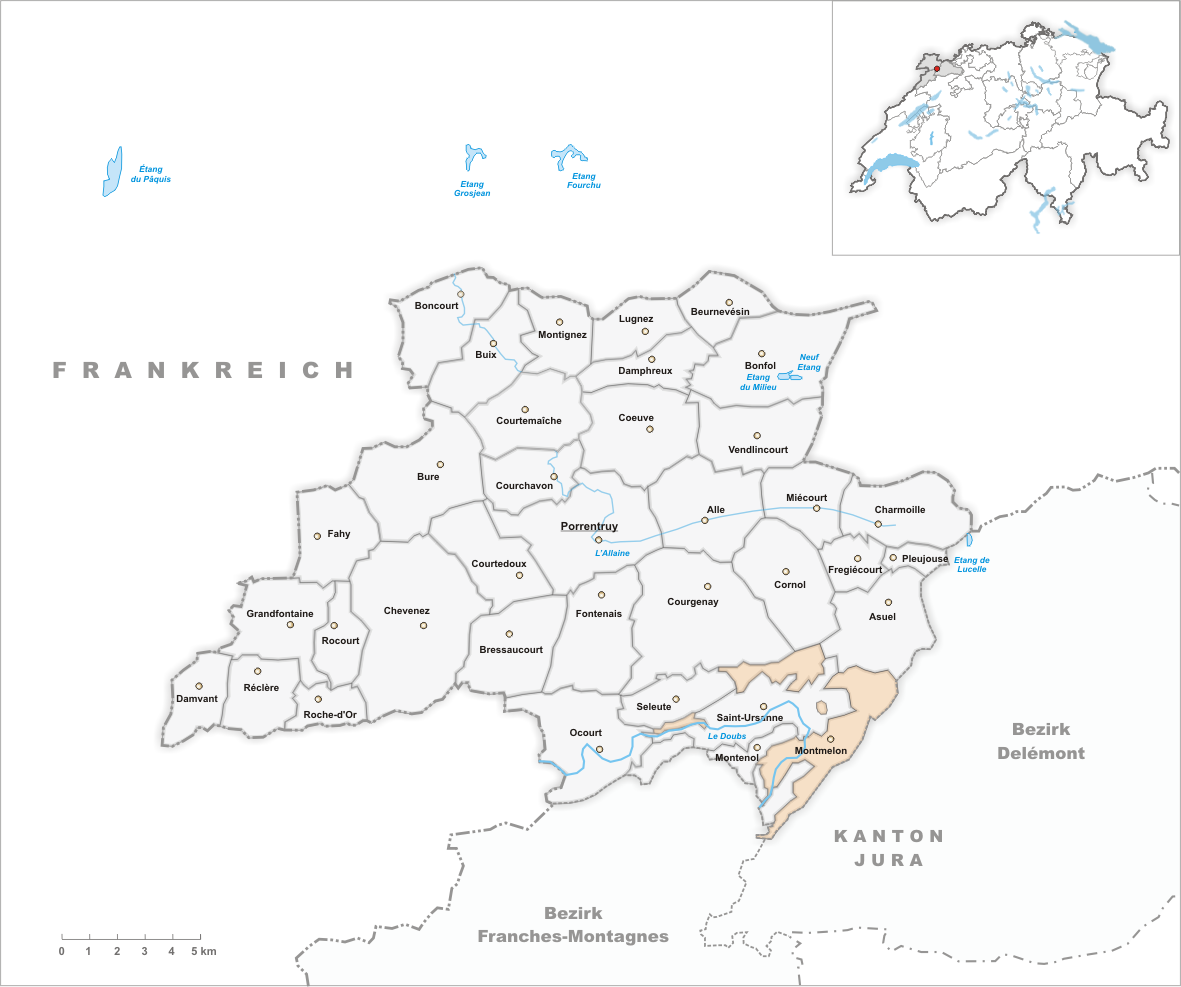
Il territorio del comune di Montmelon prima degli accorpamenti comunali del 2009

Già comune autonomo che si estendeva per 11,97 km² e che comprendeva le frazioni di Montmelon-Dessous, Montmelon-Dessus, Outremont, Ravines e Sur-la-Croix, il 1º gennaio 2009 è stato accorpato agli altri comuni soppressi di Epauvillers, Epiquerez, Montenol, Ocourt, Saint-Ursanne e Seleute per formare il nuovo comune di Clos du Doubs.

## Società

### Evoluzione demografica
L'evoluzione demografica è riportata nella seguente tabella:
Abitanti censiti

## Amministrazione
Dal 1836 comune politico e comune patriziale erano uniti nella forma del commune mixte.